# Slovenj Gradec (comune)
Slovenj Gradec (ufficialmente in sloveno Mestna občina Slovenj Gradec, tedesco Windischgrätz) è un comune cittadino (mestna občina) della Slovenia. Ha una popolazione di 16 525 abitanti ed un'area di 173,7 km². Appartiene alla regione statistica della Carinzia, della quale è capoluogo. La sede del comune si trova nella città di Slovenj Gradec.

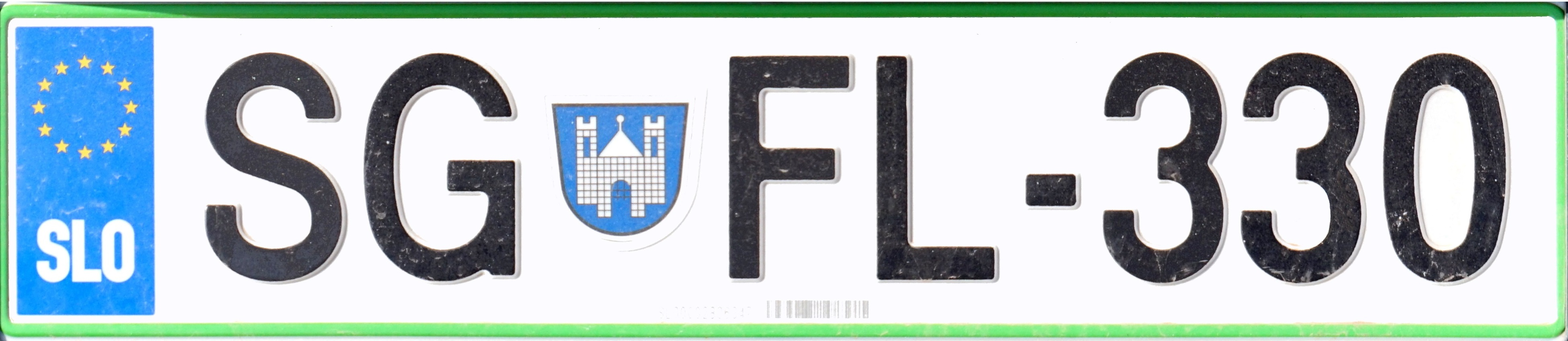
Targa del comune di Slovenj Gradec

## Geografia antropica

### Suddivisioni amministrative
Il comune cittadino di Slovenj Gradec è formato da 22 insediamenti (naselija):
- Brda
- Gmajna
- Golavabuka
- Gradišče
- Graška Gora
- Legen
- Mislinjska Dobrava
- Pameče
- Podgorje
- Raduše
- Sele
- Slovenj Gradec, insediamento capoluogo comunale
- Spodnji Razbor
- Stari trg
- Šmartno pri Slovenj Gradcu
- Šmiklavž
- Tomaška vas
- Troblje
- Turiška vas
- Vodriž
- Vrhe
- Zgornji Razbor

## Amministrazione
| Periodo | Periodo   | Primo cittadino | Partito | Carica  | Note |
| ------- | --------- | --------------- | ------- | ------- | ---- |
| 1998    | 2002      | Janez Komljanec |         | sindaco |      |
| 2002    | 2006      | Matjaž Zanoškar |         | sindaco |      |
| 2006    | 2010      | Matjaž Zanoškar |         | sindaco |      |
| 2010    | 2014      | Matjaž Zanoškar |         | sindaco |      |
|         | in carica | Tilen Klugler   |         | sindaco |      |

### Gemellaggi
- Gornji Milanovac
- Český Krumlov
- Hauzenberg
- Vöcklabruck
- Myōkō
- Morfou